# Ли Минхо
Ли Минхо (кореј. 이민호; Сеул, Јужна Кореја, 22. јун 1987) је јужнокорејски глумац, певач и модел. Широку славу у Јужној Кореји и  већим деловима Азије стекао је улогом Гу Јун-Пио у филму Boys Over Flowers. Такође је познат и по улогама у City Hunter, The Heirs и Legend of the Blue Sea.

## Детињство и почетак каријере
Рођен је 22. јуна 1987. године у Сеулу, Јужна Кореја. Одрастајући, уз себе је увек имао старију сестру Ли Јун Јеонг, која му је од самог почетка пружала највећу подршку. Она је данас један од главних директора MyM entertainment-a. Док је био дете, још од основне школе, његов сан је био да постане професионални фудбалер. Играо је у омладинској фудбалској класи Ча Бум-куна, бившег јужнокорејског фудбалера. Међутим, задобио је тешку повреду и био је приморан да стави тачку на своју фудбалску каријеру. Упркос свему, данас, он још увек редовно прати фудбал и помиње Нал-до Хо-а као свог омиљеног играча. Кад је имао 15 година, завршио је основну школу. На почетку средње школе добио је посао модела и зарађивао је око $43,08 америчких долара. Тек у другој години средње школе, одлучио је да се опроба у глумачком свету.
Завршио је студије филма и уметности на Универзитету Конкук и тренутно похађа мастер студије филма и уметности на Универзитету Кукмин.

## Каријера
По завршетку средње школе, уз помоћ једног познаника, Ли се придружује  Стархаус Ентертаинмент-у. Након што је прошао обуку, Ли је ишао на доста аудиција и често би успео да добије неке мање улоге у неколико телевизијских драма. Његов велики пробој дошао је тако што је добио главну улогу у драми "Boys Over Flowers" као Ку Јун-пио. Телевизијска серија је постала изузетно популарна и редовно је добијала гледаност од преко 30% у Јужној Кореји. Главна улога у акционој драми City Hunter,2011. године, била је велики допринос његовој растућој каријери. Постигла је велики успех, посебно у Јапану, Кини, Филипинима и у Француској. Године 2012. Ли је имао улогу у серији Faith, где је делио сцену са једном од познатијих јужнокорејских глумица Ким Хи Сун. Драма је доживела велику гледаност, међутим доживела је неуспех због високог буџета. Ли Минхо је 2013. године постао први јужнокорејски глумац коме је урађена воштана фигура у музеју Мадам Тисо у Шангају. Недуго након тога, пребацује се на музичку каријеру и објављује свој први албум My everything и креће на турнеју са фановима по Азији. Ли је накнадно снимио и објавио свој други албум Song For You у октобру 2014.године под окриљем Universal Music-а. Међутим, наводи да су нумере снимљене за његове фанове и да нема амбицију да се бави певачком каријером. Повратак на глумачку сцену уследио је његовом улогом у тинејџерској драми The Heirs која убрзо стиче огромну популарност како на локалном, тако и на међународном нивоу. Ли доживљава пораст своје популарности као и велики напредак у глумачкој каријери. 
Године 2015, поред Ким Ре-вона, игра главну улогу  акционом филму Gangnam Blues и то је уједно и његова прва главна улога у играном филму. Наредне године је глумио у акционој комедији Bounty Hunters, коју је режирао Шин Тер. На датум објављивања, карте су се невероватном брзином распродале и филм је остварио 31 милион долара у Кини. Касније те године, Ли глуми у фантастичној романтичној драми The Legend of the Blue Sea, заједно са глумицом Јун Ји-хиун, која је такође била јако успешна.
Године 2019, Ли је добио улогу заједно са Ким Го-еун у Нетфликсовој  романтично-фантастичној драми The King: Eternal Monarch коју је написао писац The Heirs, Ким Еун-сук. Била је то једна од најочекиванијих серија у првој половини 2020. године. Серија је поставила рекорд за СБС-ову највећу гледаност  у рангу серија премијера драме од петка до суботе 2020. године. Серија је задржала прво место на недељној Wavve листи осам узастопних недеља али је добила различите критике и у каснијим епизодама доста нижи рејтинг домаће ТВ гледаности од оног што је било очекивано у поређењу са претходним радовима Ким Еун-сук.

## Кратак прекид каријере
Ли Минхо је 2006. године доживео тешку саобраћајну несрећу због које је морао да паузира своју глумачку каријеру као и војни рок који је служио. Наиме, Ли је са тројицом пријатеља кренуо на пут, када их је изненада ударио аутомобил који је скренуо из супротне траке. Ли и Јунг Ил-ву, који су седели у задњем делу аутомобила преживели су несрећу са тешким повредама. Њихови пријатељи, који су седели у предњем делу, погинули су на лицу места. Ли је био тешко повређен и месец дана је био у коми. На срећу, успео је да се опорави а као део његовог лечења, метална игла му је уметнута у бутину, остављајући му једну ногу краћу од друге.

## Награде

#### SBS Drama Награде
Године 2011. у децембру осваја Best Actor, Best Netizen Award и Ten Star Award за улогу из филма City Hunter. Наредне године за улогу из драме Faith осваја две награде Best Actor(mini series) и Ten Star Award. Година 2013. донела му је доста награда захваљујући огромном успеху тинејџерске драме The Heirs. Освојио је чак пет награда: Best Actor(drama special), Ten Star Award, Best Netizen Award, Best Dressed Award, Best Couple Award.
Године 2016. у децембру осваја три награде за феноменалан наступ у романтичној драми The Legend of the Blue Sea: Best Actor(genre/fantasy), Best Couple Award Ten и Star Award.
Године 2020. за улогу из нетфликсове драме The King: Eternal Monarch осваја награду Best Actor.

#### BaekSang Arts Награде
Године 2015, у мају, Ли осваја награду Most Popular Actor за перформанс у акционом филму Gangnam Blues.

#### Daejong Film Награде
Године 2015, у мају, Ли осваја награду Best New Actor за перформанс у акционом филму Gangnam Blues.

#### Blue Dragon Film Награде
Године 2015, у новембру, Ли добија Popularity Award награду.

## Албуми
1. My everything (2013, Koрeјски)
2. My Everything (2013, Jaпански)
3. Song For You (2014)